# Josef Hyánek
Prof. MUDr. Josef Hyánek, DrSc. (* 27. července 1933 Velíková na Valašsku) je současný český klinický biochemik, vědecký pracovník a vysokoškolský učitel. Jeho specializací jsou především dědičné poruchy metabolismu aminokyselin. Působí ve vědeckém týmu v pražské Nemocnici Na Homolce.
Je zakladatelem organizované péče o děti s dědičnými metabolickými vadami v ČR. Je iniciátorem povinného novorozeneckého screeningu na fenylketonurii a následné diety, která zabrání mentálnímu poškození těchto dětí. Péče o děti s metabolickými vadami spolu s odbornými pracemi mu přinesla zasloužený ohlas u světových odborných kapacit.

## Životopis
Narodil se v roce 1933 na Valašsku, gymnázium navštěvoval ve Zlíně. V roce 1957 promoval na Fakultě dětského lékařství UK v Praze, atestace z pediatrie a klinické biochemie skládal v letech 1960–6. V roce 1975 obhájil dizertaci s tematikou dědičných poruch metabolismu aminokyselin, roku 1980 habilitoval na docenta pro obor klinická biochemie, profesuru pro tento obor získal v roce 1985.
Profesně působil jako sekundární a později samostatně pracující odborný lékař na dětském a infekčním oddělení nemocnice v Uherském Hradišti a později ve Fakultní nemocnici II v Praze. Od roku 1968 do 1984 pracoval jako odborný asistent a docent Oddělení klinické biochemie FVL UK v Praze. Přednostou ve stejném oddělení byl v letech 1984–1992, poté odešel do nově otevřeného Oddělení klinické biochemie, hematologie a imunologie Nemocnice Na Homolce.
Vydal 2 knihy o dědičných metabolických poruchách, je spoluautorem 5 dalších monografií, uveřejnil v odborných lékařských časopisech více než 200 publikací, přednesl přes 300 přednášek na domácím i zahraničním foru. Organizoval 19 národních a 6 mezinárodních sympozií a kongresů. Byl úspěšným řešitelem 12 grantových úkolů. Odborný zájem v posledních letech zaměřuje na primární prevenci kardiovaskulárních onemocnění u dětí, především hypercholesterolemií. Tato onemocnění se po zavedení povinného selektivního screeningu v naší rizikové dětské populaci stala velkým diferenciálně diagnostickým problémem. Dále se věnuje diferenciaci hyperhomocysteinemií, protože problematika hypomethylace, jejímž důsledkem hyperhomocysteinemie vznikají - získává stále více na významu ve spojení s nutrigenomikou hlavně v prevenci cévních a pojivových onemocnění.
Je členem řady odborných společností – České společnosti klinické biochemie, České společnosti lékařské genetiky, České pediatrické společnosti, České společnosti pro vady pohybového ústrojí a České společnosti pro patofyziologii - společnosti pro aterosklerózu. Ze zahraničních jmenujme Society for Study of Inborn Errors of Metabolism (Liverpool), American Association for Clinical Chemistry (Washington), European Society for Atherosclerosis, International Society for Human Genetics, International Society for Newborn Screening (Sendai), International Society for Medical Genetics (Berlín), European Society for PKU a Evropská společnost pro aterosklerózu. Byl zvolen předsedou Sdružení chronicky nemocných dětí v ČR.
V roce 2013 mu byla udělena za jeho celoživotní přínos oboru Zlatá pamětní medaile České lékařské společnosti Jana Evangelisty Purkyně. V roce 2015 byl na návrh senátorky Ivany Cabrnochové oceněn stříbrnou medailí předsedy Senátu.